# كثيب: آل آتريديز
كثيب: آل آتريديز (بالإنجليزية: Dune: House Atreides)‏ هي رواية خيال علمي صدرت عام 1999 بقلم برايان هربرت وكيفن أندرسون، تدور أحداثها في بادئة كثيب الخيالية الذي ابتكره فرانك هربرت. وهو أول كتاب في ثلاثية بادئة كثيب، والتي تجري أحداثها قبل أحداث رواية فرانك هربرت الشهيرة كثيب التي صدرت عام 1965. عقدت شركة كتب بانتام صفقة بقيمة 3 ملايين دولار لشراء الروايات في عام 1997. تستمد روايات بادئة كثيب من الملاحظات التي تركها فرانك هربرت قبل وفاته.
ظهرت رواية كثيب: آل آتريديز في المركز الثالث عشر على قائمة نيويورك تايمز لأفضل الكتب مبيعًا، وارتفعت إلى المركز الثاني عشر في الأسبوع الثاني من نشرها.

## التكييف
في مايو 2020، أعلنت شركة استوديوهات بوم! أنها استحوذت على حقوق القصص المصورة والروايات المصورة لكثيب: آل آتريديز، بهدف عمل نسخة مقتبسة من القصص المصورة مكونة من 12 إصدارًا كتبها المؤلفان الأصليان برايان هربرت وكيفن أندرسون. وانتهى العمل في ديسمبر 2021.

## وصلات خارجية
- New York Times review 1999 (بالإنجليزية)
- Prelude to Dune official site (بالإنجليزية)